# يوجين نيوفيلد
يوجين نيوفيلد (بالألمانية: Eugen Neufeld)‏ هو ممثل نمساوي، ولد في 6 ديسمبر 1882 في التشيك، وتوفي في 18 أكتوبر 1950 بفيينا في النمسا.

## وصلات خارجية
- يوجين نيوفيلد على موقع IMDb (الإنجليزية)
- يوجين نيوفيلد على موقع أول موفي (الإنجليزية)
- يوجين نيوفيلد على موقع قاعدة بيانات الأفلام السويدية (السويدية)
- يوجين نيوفيلد على موقع قاعدة بيانات الفيلم (الإنجليزية)
- يوجين نيوفيلد على موقع كينوبويسك (الروسية)